# 凱氏棘花鮨
凯氏棘花鮨（学名：Plectranthias kelloggi）为鮨科棘花鮨属的鱼类，又稱東花鱸、凱氏棘花鱸，俗名為黃鰭紅鱸，為輻鰭魚綱鱸形目鱸亞目鮨科的一個種。

## 分布
本魚分布在西北太平洋區，包括日本南部、台灣、夏威夷群島等海域。

## 深度
水深約80公尺。

## 特徵
本魚體呈橘紅色，腹部白色，體側有數條不明顯的紅橫帶，以在背鰭硬棘5枚，軟條14至16枚，第六硬棘至第一鰭軟條處的紅帶最顯著，但此帶未達腹部，臀鰭硬棘3枚，軟條7枚。口大；下頜前端具小犬齒。尾柄上亦有一顯著大紅斑，其後上方的尾鰭處亦有一小紅斑。背鰭的第二鰭條和尾鰭上葉都特別延長。尾鰭略凹。前鰓蓋骨下緣無前向棘。體被細小櫛鱗，主上頜骨及頤部皆具鱗；側線完整，側線鱗孔數33至36枚，側線上鱗3列。體長可達22公分。

## 生態
為溫帶海域魚類，棲息於底沙或岩礁區。以魚類、甲殼類為主食。

## 經濟利用
可食用，但因體型小，數量不多，多充作下雜魚。